# Patrijarh (kršćanstvo)
Patrijarh (od starogrčkog: πατήρ ἄρχων, patèr àrchon, „poglavar”, doslovno: otac-vođa) visoka je crkvena titula koju nose biskupi nekih kršćanskih Crkava koje prihvaćaju apostolsko naslijeđe, posebno u Pravoslavnoj i Katoličkoj crkvi. 
Ured, Dijeceza i grupa biskupija pod vlašću patrijarha zove se Patrijarhija.

## Patrijarsi kršćanskih crkava

### Pravoslavna Crkva
U Pravoslavnim i Istočnim pravoslavnim Crkvama titula patrijarh ujedno označava poglavara autokefalne Crkve, dakle Crkve koja ima vlastitog poglavara. 
Među pravoslavnim patrijarsima Carigradski 
Ekumenski Patrijarh ima po tradiciji posebno mjesto, što se ogleda i u njegovom nazivu Ekumenski Patrijarh dakle „patrijarh zajednice” (grčki: oikomene, „živjeti zajedno”). 
Tako postoje patrijarsi crkava koje su u zajedništvu s Kostantinopolisom:
- Ekumenski carigradski patrijarh, poglavar Grčke pravoslavne Crkve;
- Patrijarh Moskve i Rusije, poglavar Ruske pravoslavne Crkve;
- Patrijarh srpski, poglavar Srpske pravoslavne Crkve;
- Jeruzalemski patrijarh, poglavar Grčke pravoslavne Crkve iz Jeruzalema;
- Aleksandrijska patrijaršija cijele Afrike, poglavar Grčke pravoslavna Crkva iz Aleksandrije
- Patrijarh Rumunjske, poglavar Rumunjske pravoslavne Crkve;
- Patrijarh Bugarske, poglavar Bugarske pravoslavne Crkve;
- Patrijarh Gruzije, poglavar Gruzijske pravoslavne Crkve.

Ali isto tako postoje i patrijarsi crkava koje nisu su zajedništvu s Konstatinopolisom:
- Moskovski patrijarh, poglavar Ruske staropravoslavne crkve;
- Kijevski Patrijarh, poglavar Ukrajinske pravoslavne crkve – Kijevske patrijaršije;
- Patrijarh Kijeva, poglavar Ukrajinske autokefalne pravoslavne crkve.

### Katolička Crkva
Kod katolika patrijarh je podložan papi kao biskupu Rima i kao Kristovu namjesniku a i kao poglavaru kongregacije. Od crkava koje priznaju papin primat, i dijele zajedništvo s Rimom, Katolička crkva priznaje niz kršćanskih crkava s vlastitim liturgijskim obredima i poštuje njihovu autonomnost (sui iuris), kao i to da imaju vlastitog patrijarha.
Papa Benedikt XVI. prestao je koristiti naslov Patrijarh Zapada, no unutar katoličke Crkve još uvijek postoje patrijarsi, čija je titula danas samo počasna i nema nikakvo drugo značenje.
Tako imamo:
- Papa, Patrijarh i poglavar Katoličke Crkve, pod kojim su:
  - Latinski Patrijarh Jeruzalema,
  - Patrijarh Lisabona,
  - Patrijarh Venecije,
  - Patrijarh Istočne Indije (i počasno Nadbiskupija Goa i Damão),
  - Patrijarhija Zapadne Indije (upražnjena od 1963.),
  - više ne postoje:
    - Patrijarh Grada (ukinut 1451.),
    - Patrijarh Akvileje (ukinut 1751.),
    - Latinski Patrijarh Aleksanrije (ukinut 1964.),
    - Latinski Patrijarh Konstatinopolisa (ukinut 1964.),
    - Latinski Patrijarh Antiohije (ukinut 1964.);
- Melkitski Patrijarh Antiohije, glavar Melkitske grkokatoličke Crkve;
- Patrijarh Antiohije i Sirije, glavar Sirske katoličke Crkve;
- Maronitski Patrijarh Antiohije i cijelog Istoka, glavar Maronitske Crkve;
- Aleksandrijski Koptski Patrijarh, glavar Koptske katoličke Crkve i Etiopske katoličke Crkve;
- Armenski Patrijarh Cilicije, glavar Armenske katoličke Crkve;
- Patrijaršija Babilona i Kaldeje, glavar Kaldejske katoličke Crkve.

Grb katoličkog patrijarha je isti kao kardinalski, ima petnaest čvorova sa svake strane, a razlikuje se od kardinalskog po zelenoj boji umjesto crvene.
Papa Franjo je u sklopu vatikanskog godišnjaka 2024. godine ponovno počeo upotrebljavati titulu „patrijarh Zapada” kao titulu koju sam papa obnaša. To predstavlja značajnu promjenu u odnosu na udaljavanje od te titule Franjinog prethodnika Benedikta XVI. Vatikan još nije dao konkretno objašnjenje zašto se pojam "patrijarh Zapada" vraća u upotrebu, ali nagađa se da je to mali iskorak prema dugotrajnom ujedinjenju Katoličke Crkve i Pravoslavnih Crkava.

## Povijest patrijarhalne funkcije
Prva uporaba pojma patrijarh, zabilježena je u 4. st. u pismu bizantskog cara Teodozija II. upućenom papi Lavu I. u kojem ga on naziva Patrijarh Zapada. Ali u tom vremenu je to samo počasna titula, koja se može dati svakom biskupu. sv. Grgur Nazijanski kaže, "viši biskupi, odnosno patrijarsi". 
Postupno na prijelazu iz 8. st. u 9. stoljeća – patrijarh postaje i službeni naziv, koristi se za označavanje razine hijerarhije, da se radi o glavnom biskupu koji predsjedava mitropolitima, i podliježe samo prvom patrijarhu u Rimu.
Isprva su priznavana samo tri patrijarha: Rimski, Aleksandrijski i Antiohijski. Rimski kao nasljednik Svetog Petra imao je prvo mjesto,  on ne samo da je bio biskup, nego i mitropolit primas i patrijarh.
Prije Prvog nicejskog sabora (325.) dvije istočne biskupije; Aleksandrija i Antiohija, imale su patrijarhalne ovlasti upravljajući ogromnim teritorijem. Biskup Aleksandrije postao je glavar svih mitropolija i biskupija Egipta, biskup Antiohije imao je sličnu ulogu u Siriji koja se širila na Malu Aziju, Grčku i ostatak Istoka.
Kada su hodočasnici počeli masovnije pohoditi sveti grad Jeruzalem, položaj biskupa Jeruzalema, počeo se držati značajnim, od službenog (a on je bio sufraganski pomoćni biskup Cezareje). Prvi nicejski sabor dodijelio je biskupiji Jeruzalem samo počasni primat, ne dirajući u prava metropolita Cezareje. Jeruzalemska biskupija je konačno uspjela (420. – 458.), nakon mnogih polemika, ishoditi promjenu počasnog naslova patrijarha za stvarna prava, kad je Kalcedonski sabor (451.) izdvojio teritorij Palestine i Arabiju (Sinaj) iz Antiohije i osnovao Patrijaršiju Jeruzalem.
Najveća novina, koja je napravila puno prijepora, bilo je uzdizanje Konstatinopolisa na razinu Patrijarhije. 
Nakon što je car Konstantin Veliki proglasio Byzantium Novim Rimom, njegov biskup, dotad skromni sufragantski biskup Herakleje, mislio da će biti na drugom mjestu, ako ne i jednak rimskom biskupu. 
Stoljećima su pape bio protiv tih ambicija, ne toliko da brane svoj primat, već da očuvaju izvorni crkveni poredak. Prvi carigradski sabor održan 381. zaključio je "da će Patrijarh Konstatinopolisa imati čast prvenstva, nakon Biskupa Rima, jer je Kostantinopolis postao Novi Rim". 
Pape; Damaz I. (nije ni pozvan na sabor) i Grgur Veliki odbili su potvrditi taj kanon. 
Ipak je ugled Kostantinopolisa rastao uz pomoć cara. Kalcedonski sabor potvrdio je Konstantinopolis kao sjedište patrijarha koji je nadležan za Malu Aziju i Trakiju, i potvrdio njegovo drugo mjesto uz Rim. 
Papa Lav I. (440. – 461.) odbio je priznati taj kanon, koji je odobren bez njegovih predstavnika. 
Četvrti lateranski sabor (1215.) potvrdio je drugo mjesto Latinskog Patrijarhata Kostantinopolisa. Nakon toga Sabor u Firenci 1439. potvrdio je taj položaj Patrijarha Kostantinopolisa i dodijelio ga grčkoj crkvi.

## Vanjske poveznice
| Portal:Kršćanstvo | Portal: Kršćanstvo |